# Фиш, Альберт
Га́мильтон Го́вард Альберт Фиш (англ. Hamilton Howard «Albert» Fish; 19 мая 1870 — 16 января 1936) — американский серийный убийца, сексуальный извращенец, садист, мазохист, каннибал и педофил.
Также известен как Лунный Маньяк, Серый Человек, Бруклинский Вампир, Буги-мен, Оборотень из Вистерии. Сам Фиш утверждал, что убил около 500 детей. Ему было предъявлено обвинение в убийстве девочки по имени Грейс Бадд, которая была им съедена. Был признан виновным и казнён на электрическом стуле. Считается одним из самых жестоких серийных убийц в истории.

## Биография

### Первый период жизни
Альберт Фиш родился в Вашингтоне (округ Колумбия) в семье Рэнделла Фиша (1795—1875). При рождении ребёнок получил имя Гамильтон. Его отец был старше его матери на сорок три года; Гамильтон был самым младшим из их детей. На момент рождения у него было два брата — Уолтер и Эдвин, и сестра Энни. Сам Гамильтон хотел, чтобы его называли Альбертом, однако в приюте он получил прозвище «Яичница с ветчиной» («Ham and Eggs»), с которым долго не мог расстаться.
Многие члены его семьи имели психические расстройства и страдали от религиозных маний. Два его дяди скончались в психиатрической больнице, у матери были галлюцинации, один из братьев умер от гидроцефалии, другой стал алкоголиком, а сестра страдала сумасшествием.
Рэнделл Фиш сначала был капитаном речного судна, но в 1870 году стал производителем удобрений. В 1875 году он, находясь на станции «Шестая улица» Пенсильванской железной дороги, скончался от инфаркта. После смерти главы семейства мать отдала пятилетнего Гамильтона в приют. Там он частенько подвергался побоям и порке. Вскоре обнаружилось, что физическая боль доставляет ему удовольствие. Порка вызывала у него эрекцию, что, в свою очередь, давало другим детям повод для издевательств.
В 1879 году мать Гамильтона поступила на государственную службу. Теперь она могла присматривать за сыном и забрала его из приюта. Тем не менее, пережитое там оставило в нём неизгладимый след. В возрасте двенадцати лет, в 1882 году, он вступил в гомосексуальные отношения с мальчиком-почтальоном, разносившим телеграммы. Примерно в это же время он стал практиковать урофагию и копрофагию. Фиш начал посещать общественные бани, где мог беспрепятственно наблюдать за другими обнажёнными мальчиками. Здесь проходил его основной досуг в выходные дни.
В 1890 году Фиш приезжает в Нью-Йорк, чтобы (по его признанию) заняться проституцией. Он также признался, что насиловал маленьких мальчиков. Он совершал изнасилования даже после того, как мать организовала его женитьбу. В 1898 году он взял в жёны женщину, которая была младше него на девять лет. Она родила ему шестерых детей, которые получили имена Альберт, Анна, Гертруда, Юджин, Джон и Генри.
В 1903 году он был обвинён в краже и попал в тюрьму Синг-Синг.

### Первые нападения
Своё первое убийство Фиш совершил в возрасте 40 лет в 1910 году в Уилмингтоне (штат Делавэр) — он убил Томаса Беддена. Позже, примерно в 1919, он заколол умственно неполноценного мальчика в Джорджтауне, штат Виргиния.
11 июля 1924 года Фиш приметил восьмилетнюю Беатрис Кил. Она играла на ферме родителей на острове Статен-Айленд. Он обещал ей заплатить, если она пойдёт с ним на соседние поля искать ревень. Мать Беатрис помешала Фишу увести её днём, но он вернулся ночью и всё равно похитил ребёнка.

### Грейс Бадд
25 мая 1928 года Эдвард Бадд дал объявление в воскресный выпуск «Нью-Йорк Уорлд»: «Молодой человек, 18, ищет работу в сельской местности. Эдвард Бадд, 406 15-я Западная улица». 28 мая 1928 года пятидесятивосьмилетний Фиш явился к семейству Баддов в Манхэттен, Нью-Йорк для мнимого наёма Эдварда, назвавшись Френком Говардом, фермером из Фармингдейла, Нью-Йорк. Тут он повстречал десятилетнюю Грейс. Фиш пообещал вернуться через несколько дней, чтобы нанять Бадда. В свой следующий визит он «нанял» Бадда и убедил родителей — Делию Флэнэган и Альберта Бадда — отпустить Грейс с ним на празднование дня рождения вечером, в доме его сестры. У Грейс была сестра Беатрис и ещё два брата — Альберт младший и Джордж. В этот день Грейс ушла с Фишем и больше её никто никогда не видел.
5 сентября 1930 года по подозрению в похищении Грейс полицией был арестован шестидесятишестилетний домоуправляющий Чарльз Эдвард Поуп. Он был обвинён собственной женой, с которой они жили раздельно. Ему пришлось провести в заключении сто восемь дней вплоть до суда 22 декабря 1930 года. Его вина не была доказана.

### Второе заключение
6 февраля 1930 года в Ватерлоо, Нью-Йорк, Альберт Гамильтон Фиш женился на некой миссис Эстеле Уилкокс и через неделю развёлся с ней. В мае 1930 его арестовали за «отправку непристойного письма женщине, давшей объявление о найме». Он был отправлен в психиатрическую больницу Бельвю (Bellevue) в 1930 и 1931 годах для обследования, сопутствующего его арестам.

### Письмо
В ноябре 1934 года, спустя семь лет, родители Грейс Бадд получили анонимное письмо, которое впоследствии и привело полицию к Фишу.

Моя дорогая миссис Бадд!
В 1894 году мой друг отплыл матросом на пароходе «Такома» под командой капитана Джона Дэвиса. Из Сан-Франциско они приплыли в Гонконг, Китай. По прибытии мой друг и два других матроса сошли на берег и напились. Когда они возвратились, корабль уже ушёл.
В то время в Китае был голод. Мясо любого сорта стоило от 1 до 3 $ за фунт. Бедняки страдали настолько, что все дети до 12 лет были проданы мясникам, дабы быть разделанными и проданными на продовольствие, дабы спасти от голода старших. Мальчик или девочка до 14 лет не были в безопасности на улице. Вы могли заходить в любой магазин и просить стейк, отбивные или мясо для тушения. Вам бы вынесли куски тел мальчика или девочки и разделали их так, как вы бы пожелали. Задница мальчика или девочки является самой вкусной частью тела, и, продаваясь как телячья котлета, имела максимальную цену.
Друг, задержавшийся там, приобрёл вкус к человеческой плоти. При возвращении в Нью-Йорк он захватил двух мальчиков — 7 и 11 лет. Спрятав их в своём отдалённом доме, он держал их связанными в шкафу. Несколько раз на дню он шлёпал их, чтобы сделать мясо вкуснее. Первым он убил 11-летнего мальчика, потому что тот был толще и имел больше мяса. Каждая часть тела была разделана, кроме головы, костей и кишок. Его задницу он обжаривал в духовке, а остальные части были сварены, прожарены и протушены. Младший мальчик повторил этот путь. В то время я жил в доме 409 по 100-й Восточной стрит. Друг так часто говорил мне о вкусе человеческой плоти, что я решил попробовать, дабы составить своё мнение.
В воскресенье, 3 июня 1928 года, я обратился к Вам по адресу: дом 406, 15-я Западная стрит. Принёс Вам корзину земляники. Мы позавтракали. Грейс сидела на моих коленях и поцеловала меня. Я решил её съесть. Я предложил взять её на праздник. Вы сказали: «Да, она может идти». Я привёл её к пустому дому в Вестчестере, который выбрал загодя.
Когда мы добрались, я велел ей остаться снаружи. Она собирала дикие цветы. Я поднялся наверх и снял всю свою одежду. Я знал, что если начну делать то, что намеревался, то запачкаю её кровью. Когда всё было готово, я подошёл к окну и позвал её. Затем я скрылся в шкафу, пока она не вошла в комнату. Когда она увидела меня голым, то закричала и попробовала убежать на лестницу. Я схватил её, а она сказала, что обо всём расскажет маме. Сначала я раздел её догола. Как она пиналась ногами, кусалась и рвалась! Я задушил её, а затем вырезал мягкие части, чтобы отнести к себе в комнаты. Приготовить и съесть. Как сладка и приятна её маленькая задница, зажаренная в духовке! Мне потребовались 9 дней, чтобы полностью съесть её мясо. Я не вступал с нею в половой контакт, хотя и мог бы, если бы захотел. Она умерла девственницей.
Оригинальный текст (англ.)
My dear Mrs Budd, In 1894 a friend of mine shipped as a deck hand on the steamer Tacoma, Capt John Davis. They sailed from San Francisco to Hong Kong China. On arriving there he and two others went ashore and got drunk. When they returned the boat was gone. At that time there was a famine in China. Meat of any kind was from $1 to 3 Dollars a pound. So great was the suffering among the very poor that all children under 12 were sold to the Butchers to be cut up and sold for food in order to keep others from starving. A boy or girl under 14 was not safe in the street. You could go in any shop and ask for steak – chops – or stew meat. Part of the naked body of a boy or girl would be brought out and just what you wanted cut from it. A boy or girls behind which is the sweetest part of the body and sold as veal cutlet brought the highest price. John staid there so long he acquired a taste for human flesh. On his return to N.Y. he stole two boys one 7 one 11. Took them to his home stripped them naked tied them in a closet then burned everything they had on. Several times every day and night he spanked them – tortured them – to make their meat good and tender. First he killed the 11 yr old boy, because he had the fattest ass and of course the most meat on it. Every part of his body was cooked and eaten except Head – bones and guts. He was roasted in the oven, (all of his ass) boiled, broiled, fried, stewed. The little boy was next, went the same way. At that time I was living at 409 E 100 St, rear – right side. He told me so often how good human flesh was I made up my mind to taste it. On Sunday June the 3 – 1928 I called on you at 406 W 15 St. Brought you pot cheese – strawberries. We had lunch. Grace sat in my lap and kissed me. I made up my mind to eat her, on the pretense of taking her to a party. You said Yes she could go. I took her to an empty house in Westchester I had already picked out. When we got there, I told her to remain outside. She picked wild flowers. I went upstairs and stripped all my clothes off. I knew if I did not I would get her blood on them. When all was ready I went to the window and called her. Then I hid in a closet until she was in the room. When she saw me all naked she began to cry and tried to run down stairs. I grabbed her and she said she would tell her mama. First I stripped her naked. How she did kick – bite and scratch. I choked her to death then cut her in small pieces so I could take my meat to my rooms, cook and eat it. How sweet and tender her little ass was roasted in the oven. It took me 9 days to eat her entire body. I did not fuck her, though, I could of had I wished. She died a virgin.
Миссис Бадд была неграмотна и не могла сама прочесть письмо, поэтому первым его прочёл её сын. Позднее Фиш признался своему адвокату, что на самом деле изнасиловал Грейс, но впоследствии было установлено, что он являлся патологическим вруном, так что это признание тоже может быть ложью. Полиции он говорил, что ему и в голову не приходило насиловать девочку.

### Поимка
Письмо было доставлено в конверте с маленькой шестиугольной эмблемой для писем «нью-йоркской частной благотворительной ассоциации водителей». Швейцар компании рассказал полиции, что будучи на работе, он взял себе немного почтовой бумаги, что он некоторое время проживал в меблированных комнатах по адресу 200 Ист 52-я улица, и что он забыл её там, когда съезжал. Хозяйка меблированных комнат сообщила полиции, что после швейцара его комнату занимал Фиш, и что он освободил её несколькими днями ранее прихода полиции. Один из сыновей Фиша посылал ему деньги и Фиш попросил хозяйку комнат, когда придёт следующий чек, придержать его. Этот чек находился у хозяйки, и главный следователь Уильям Ф. Кинг дождался, когда Фиш вернётся за ним. Встретившись с Кингом, тот согласился проследовать вместе с ним для последующих разбирательств в полицейскую штаб-квартиру, но у выхода из здания набросился на него с двумя бритвами в руках. Кинг разоружил Фиша, задержал его и доставил в штаб-квартиру. Фиш не сделал ни одной попытки отречься от убийства Грейс Бадд и даже заявил, что намеревался прийти в дом Баддов снова — чтобы убить Эдварда, брата Грейс.

## Расследования после ареста

### Билли Гаффни
11 февраля 1927 года в прихожей дома семейства Гаффни играли 2 мальчика: Би́лли Га́ффни и его друг Билли Битон. Оба мальчика пропали, но затем Битона нашли живым на крыше дома. На вопрос «Где Гаффни?», он ответил: «Буги-мен увёл его». Сначала в убийстве Билли Гаффни подозревали Питера Кудзиновского. Затем, уже после задержания Фиша, Джозеф Михан, вагоновожатый бруклинского трамвая, увидел в газете его фотографию и опознал его, как старика, которого он видел 11 февраля 1927. По словам Михана, старик пытался успокоить мальчика, сидевшего с ним в трамвае. Старик вёл его в вагон и затем увёл, при этом на мальчике не было куртки и он постоянно звал свою маму. Полиция сделала вывод, что приметы мальчика совпадают с приметами Билла Гаффни, тело которого так никогда и не было найдено. Пытаясь узнать больше о деталях гибели сына, мать Гаффни посетила Фиша в тюрьме Синг-Синг.
Фиш написал письмо своему адвокату содержащее следующее:

Я привёл его на Райкер-авеню. Там есть уединённый дом, недалеко от места, где я его встретил. Я завёл мальчика туда. Раздел его догола, связал ему руки и стопы, заткнул ему рот куском грязной тряпки, найденной мною на свалке. Затем я сжёг его одежду. Выбросил его обувь на свалку. Затем я пошёл обратно, в 2 часа ночи доехал на трамвае до 59-й улицы и оттуда дошёл до дома. На следующий день, в 2 часа пополудни, я взял инструмент — хорошую тяжёлую кошку [плётку-девятихвостку]. Дома сделал. Короткая ручка. Разрезал один из моих ремней пополам, а половинки разрезал на шесть полос восьмидюймовой длины. Я хлестал его по голому заду, пока кровь не побежала по ногам. Я отрезал его уши — нос — разрезал его рот от уха до уха. Выколол ему глаза. Он вскоре умер. Я вонзил нож в его живот, припал губами к телу и пил его кровь. Я принёс 4 старых мешка из-под картошки и набрал кучу камней. Затем я его разрезал. У меня был с собой саквояж. Я положил нос, уши и несколько кусков его тела в саквояж. Затем я разрезал его туловище пополам. Только пониже пупка. Затем отрезал ноги на 2 дюйма ниже зада. Я положил зад в саквояж вместе с кучей бумаги. Я отрезал его голову — стопы — руки — кисти и ноги по колено. Всё это я сложил в мешки, утяжелённые камнями, завязал их и выбросил в пруды с мутной водой, которые вы увидите вдоль дороги на северный берег. Я пришёл домой с моим мясом. У меня была передняя часть его тела, я люблю лучшее. Его славный маленький жирный зад и пи-пи пожарить в духовке и съесть. Я сделал рагу из его ушей — носа — кусков лица и тела. Я положил луковицы, морковки, турнепс, сельдерей, соль и перец. Это было хорошо. Затем я разделал его зад, отрезал его пи-пи и первым делом вымыл их. Я положил полоски бекона на каждую ягодицу и положил всё в духовку. Затем я взял 4 луковицы и, когда мясо пожарилось в течение четверти часа, влил туда пинту воды для тяжести и положил луковицы. В последующие интервалы я поливал жиром из деревянной ложки его зад. Так мясо становится приятным и сочным. В 2 часа оно приготовилось, стало хорошим и коричневым. Я никогда не ел жареной индейки, которая была бы вполовину так вкусна, как его сладкий жирный маленький зад. За четыре дня я съел каждый кусочек его мяса, но его пи-пи я не смог разжевать. Выбросил его в туалет.
Оригинальный текст (англ.)
I brought him to the Riker Ave. dumps. There is a house that stands alone, not far from where I took him ... I took the G boy there. Stripped him naked and tied his hands and feet and gagged him with a piece of dirty rag I picked out of the dump. Then I burned his clothes. Threw his shoes in the dump. Then I walked back and took trolley to 59 St. at 2 A.M. and walked home from there. Next day about 2 P.M., I took tools, a good heavy cat-of-nine tails. Home made. Short handle. Cut one of my belts in half, slit these half in six strips about 8 in. long. I whipped his bare behind till the blood ran from his legs. I cut off his ears – nose – slit his mouth from ear to ear. Gouged out his eyes. He was dead then. I stuck the knife in his belly and held my mouth to his body and drank his blood. I picked up four old potato sacks and gathered a pile of stones. Then I cut him up. I had a grip with me. I put his nose, ears and a few slices of his belly in the grip. Then I cut him thru the middle of his body. Just below his belly button. Then thru his legs about 2 in. below his behind. I put this in my grip with a lot of paper. I cut off the head – feet – arms – hands and the legs below the knee. This I put in sacks weighed with stones, tied the ends and threw them into the pools of slimy water you will see all along the road going to North Beach. Water is 3 to 4 ft. deep. They sank at once. I came home with my meat. I had the front of his body I liked best. His monkey and pee wees and a nice little fat behind to roast in the oven and eat. I made a stew out of his ears – nose – pieces of his face and belly. I put onions, carrots, turnips, celery, salt and pepper. It was good. Then I split the cheeks of his behind open, cut off his monkey and pee wees and washed them first. I put strips of bacon on each cheek of his behind and put in the oven. Then I picked 4 onions and when meat had roasted about 1/4 hr., I poured about a pint of water over it for gravy and put in the onions. At frequent intervals I basted his behind with a wooden spoon. So the meat would be nice and juicy. In about 2 hr., it was nice and brown, cooked thru. I never ate any roast turkey that tasted half as good as his sweet fat little behind did. I ate every bit of the meat in about four days. His little monkey was as sweet as a nut, but his pee-wees I could not chew. Threw them in the toilet.— 

### Суд и казнь
Альберта Гамильтона Фиша судили за предумышленное убийство Грейс Бадд. Суд начался в понедельник 11 марта 1935 в Уайт-Плэйнс, Нью-Йорк. Состав суда: судья Фредерик П. Клоуз, защитник Джеймс Демпси, и главный помощник окружного прокурора, Элберт Ф. Галлахер в роли обвинителя. Судебный процесс длился 10 дней. Фиш ссылался на психическое заболевание и заявлял, что он слышал голос, который считал голосом Бога, и этот голос убеждал его убивать детей. Несколько психологов изучали сексуальные фетиши Фиша, включая копрофилию, урофилию, педофилию и мазохизм, однако между ними не было достигнуто согласия в вопросе «Безумен ли Фиш?». Главный эксперт защиты психиатр Фредрик Вертхам, специализировавшийся на детском развитии и проводивший обследования в уголовных судах Нью-Йорка, заявлял, что Фиш безумен. Другим свидетелем защиты являлась Мэри Николас, семнадцатилетняя падчерица подсудимого. Она описывала, как Фиш учил её братьев и сестёр и её саму некой игре, включавшей различные виды садомазохизма и приставаний к детям.
Суд посчитал Фиша виновным в убийстве и вменяемым, судья приговорил его к смертной казни на электрическом стуле. После оглашения приговора Фиш сознался в убийстве ещё одного ребёнка — восьмилетнего Фрэнсиса Х. Макдоннела, убитого на острове Статен 15 июля 1924. Его мать видела «старика», прогуливавшегося, сжимая и разжимая кулаки. Он ушёл, ничего не сказав. Днём позже старик снова был замечен, он наблюдал за игрой Макдоннела с друзьями. Тело ребёнка было найдено в лесной чаще недалеко от того места, где в полдень сосед видел старика, уводившего с собой мальчика. Ребёнок был изнасилован и задушен своими помочами.
В марте 1935 Альберт Гамильтон Фиш был переведён в камеру смертников тюрьмы Синг-Синг. Он заявил, что казнь при помощи электричества станет высшим колебанием в его жизни. 16 января 1936 он был казнён на электрическом стуле: в 23:06 он вошёл в помещение для проведения казней, тремя минутами позже было объявлено о его смерти. Его похоронили на тюремном кладбище Синг-Синга.
Перед тем, как был замкнут рубильник, приводивший в действие электрический стул, Фиш произнёс свои последние слова: «Я даже не знаю, почему я оказался здесь». Один из свидетелей казни впоследствии рассказал, что Фиш умер лишь после двух пусков тока; страдая мазохизмом, в течение своей жизни Фиш вводил в своё тело иглы, и из-за этого произошло короткое замыкание.

## Жертвы

### Доказанные
- Френсис Макдонелл, 8 лет, 15 июля 1924.
- Билл Гаффни, 4 года, 11 февраля 1927.
- Грейс Бадд, 10 лет, 3 июня 1928.

### Предполагаемые
- Йетта Абрамович, 12 лет, 1927[10]
- Мэри Эллен О’Коннор, 16 лет, 15 февраля 1932[11]
- Бенджамин Коллингс, 17 лет, 15 декабря 1932[12]

## Отсылки в массовой культуре
- Аналогия с маньяком проводится в романе Стивена Кинга и Питера Страуба «Чёрный дом»: один из антагонистов книги, Чарльз Бернсайд, получает прозвище «Рыбак» (англ. Fisherman) и во многом подражает Фишу. Сам Фиш также неоднократно упоминается; также, по замыслу романа, Фиш находился под воздействием некоего демона, и под его же воздействием находится Бернсайд.
- «Человек в сером» (англ. The Gray Man) — американский художественный фильм 2007 года режиссёра Скотта Л. Флинна, основанный на истории Альберта Фиша.
- «Альберт Фиш: В грехе он нашёл спасение» (англ. Albert Fish: In Sin He Found Salvation) — документальный фильм США 2007 года режиссёра Джона Боровски о жизни и преступлениях Альберта Фиша.
- Шведская хард-рок группа Sparzanza для своего пятого студийного альбома «Folie à cinq» 2011 года написала песню под названием «Mr. Fish», в довольно мрачной и мистической форме описывающую Фиша.
- Фиш упоминается в фильме «Дом 1000 трупов».
- Альберту Фишу посвящена песня «Albert Was Worse Than Any Fish In The Sea» группы Macabre (альбом «Sinister Slaughter» 1993 года), песня «Mr. Albert Fish» (Was Children Your Favourite Dish?) той же группы (альбом «Gloom» 1989 года).
- Псевдоним участника американской индастриал-группы Marilyn Manson — Ginger Fish является комбинацией имени танцовщицы Джинджер Роджерс и фамилии Альберта Фиша.
- Альберту Фишу посвящена песня «Secrets of Wysteria» в исполнении Вокалоида OLIVER, которая описывает убийство Грэйс Бадд.
- Компьютерная игра Masochisia основывается на истории Фиша.
- Испанская метал-дэткор-группа Cannibal Grandpa («Дедушка-каннибал») названа в честь Фиша, тексты песен описывают истории, происходившие во время его злодеяний.
- Белорусская блэк-метал-группа Nightside Glance использовала письмо Фиша матери Грейс Бадд для наложения на утяжеленный кавер композиции Children Роберта Майлза.
- Также этот человек послужил прототипом для персонажа Ганнибала Лектера, созданного американским писателем Томасом Харрисом.
- «Алиенист» — первая книга Калеба Карра из цикла «Ласло Крайцлер», рассказывающая о поимке серийного маньяка, который охотился на несовершеннолетних мальчиков-проституток из трущоб Нью-Йорка конца XIX века. Прототипом маньяка стал Альберт Фиш. 22 января 2018 года состоялась премьера одноимённого сериала.
- Альберт Фиш, появляется в японской манге Лепестки реинкарнации.
- В манге и аниме Атака на титанов одних из бывших подопытных титанов Ханджи звали Альберт (в честь Фиша) и Чикачирони
- Также явные отсылки на Фиша появляются в компьютерной игре «Sally Faсe», где главного героя Салли Фишера казнят на электрическом стуле за многочисленные убийства.